# Дерево липи
Дерево липи — ботанічна пам'ятка природи місцевого значення. Об'єкт розташований на території Звенигородського району Черкаської області, село Сидорівка.
Площа — 0,01 га, статус отриманий у 1998 році.